# كاسيدي فريمان
كاسيدي فريمان (بالإنجليزية: Cassidy Freeman)‏ هي مغنية وموسيقية وممثلة أمريكية، ولدت في 22 أبريل 1982 بشيكاغو في الولايات المتحدة.

## أعمال

### أفلام
- (2010) طريق الطوب الاصفر

### مسلسلات
- إن سي آي إس
- سمولفيل
- كان ياما كان
- كولد كيس

## وصلات خارجية
- كاسيدي فريمان على موقع IMDb (الإنجليزية)
- كاسيدي فريمان على موقع ألو سيني (الفرنسية)
- كاسيدي فريمان على موقع تيرنر كلاسيك موفيز (الإنجليزية)
- كاسيدي فريمان على موقع أول موفي (الإنجليزية)
- كاسيدي فريمان على موقع إن إن دي بي (الإنجليزية)
- كاسيدي فريمان على موقع قاعدة بيانات الفيلم (الإنجليزية)
- كاسيدي فريمان على موقع كينوبويسك (الروسية)